# Taugwitz
Taugwitz is een ortsteil van de Duitse gemeente Lanitz-Hassel-Tal in de Burgenlandkreis in Saksen-Anhalt. De plaats ligt tussen Apolda en Naumburg (Saale) op 216 meter hoogte boven Normalnull. Op 1 juli 2009 ging de tot dan toe zelfstandige gemeente op in Lanitz-Hassel-Tal. Tot de voormalige gemeente Taugwitz behoorden de ortsteilen Rehehausen, Spielberg, Gernstedt, Hohndorf, Poppel, Benndorf en Zäckwar.